# China National Machinery Industry Corporation
China National Machinery Industry Corporation er et kinesisk konglomerat indenfor værktøjsproduktion, entreprenørmaskiner, jordbrugsmaskiner og byggeri af infrastruktur.
Væsentlige mærker og datterselskaber er YTO, Sinomach og Zedriv.
Andre væsentlige datterselskaber er China Machinery Engineering Corporation (CMEC) og China Hi-Tech Group Corporation (CHTC).